# Bovernier
Bovernier és un municipi del cantó suís del Valais, al districte de Martigny.